# NGC 2509
NGC 2509 је расејано звездано јато у сазвежђу Крма које се налази на NGC листи објеката дубоког неба.
Деклинација објекта је - 19° 3' 2" а ректасцензија 8h 0m 47,8s. Привидна величина (магнитуда) објекта NGC 2509 износи 9,3. NGC 2509 је још познат и под ознакама OCL 630, ESO 561-SC7.